# Покоління 45
«Покоління 45» (індонез. Angkatan'45) — група поетів і прозаїків Індонезії, що вийшли на літературну арену в період японської окупації та війни за незалежність. Їхня поява була своєрідною реакцією на відверто рабську літературу японського окупаційного уряду та окремих індонезійських авторів — членів організації Bunka Keimin Shidosho, яких називали «японськими лакеями».
Лідером руху був Хайріл Анвар — поет та перекладач, основоположник індонезійського верлібру, який відмовився від літературних штампів і змусив поезію говорити мовою вулиці.

## Термін
Термін вперше застосував Росіхан Анвар у статті, опублікованій в журналі «Сіасат» (Тактика) 9 січня 1949 року. До цього були використані терміни «Покоління боротьби за незалежність», «Покоління Хайріла Анвара», «Послідовне покоління», «Покоління після Пуджанга Бару», «Покоління свободи», «Покоління Гелангганга».

## Представники
- Асрул Сані

- Ріваі Апін

- Прамудья Ананта Тур

- Усмар Ісмаїл

- Мохтар Лубіс

- Ахдіат Картаміхарджа

- Трісно Сумарджо

- Рустанді Картакусума

- Утуй Татанґ Сонтані

- Сітор Сітуморанг